# Andre Nobbs
Andre Nobbs (ur. 1965) – australijski polityk, szef ministrów Norfolku od 28 marca 2007 do 24 marca 2010. Wcześniej, 21 marca 2007, został wybrany w skład Zgromadzenia Legislacyjnego (parlamentu terytorium).